# عمارة عباسية

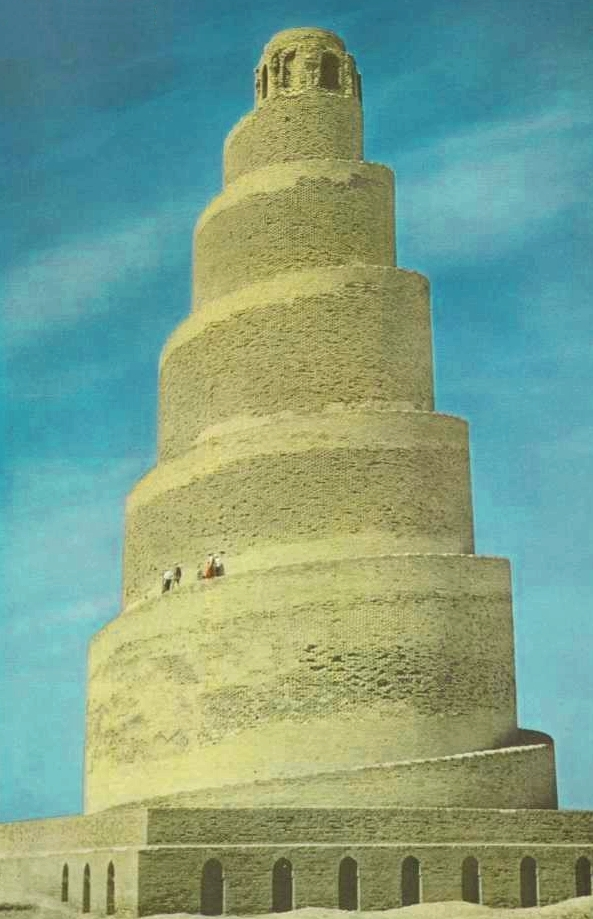
منارة الجامع الكبير في سامراء.

العمارة العباسية تطورت أثناء الخلافة العباسية بين عام 750 و945 وخاصة في مركزها ببلاد الرافدين.

## خلفية تاريخية

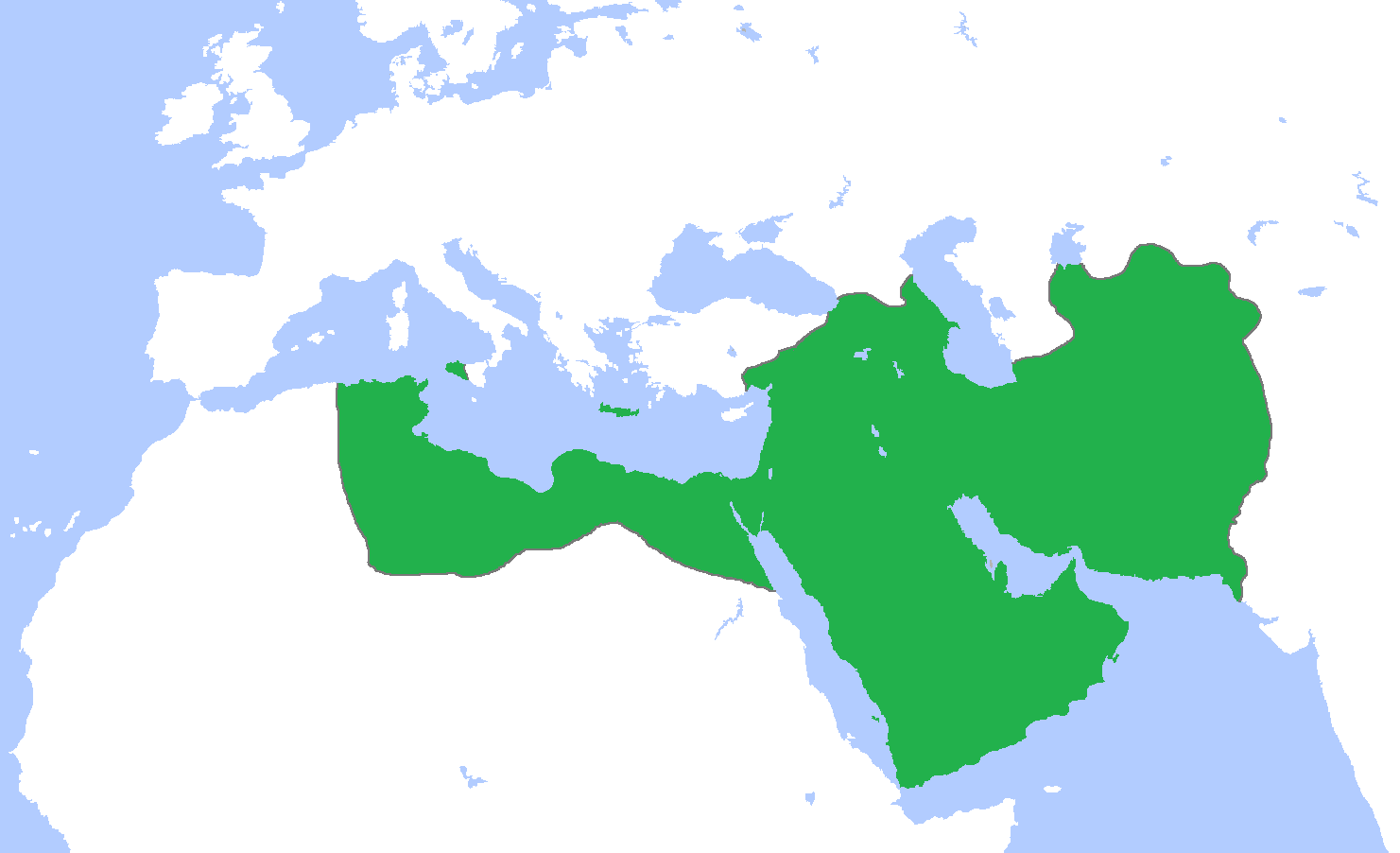
الخلافة العباسية في أقصى اتساعها، حوالي عام 850.

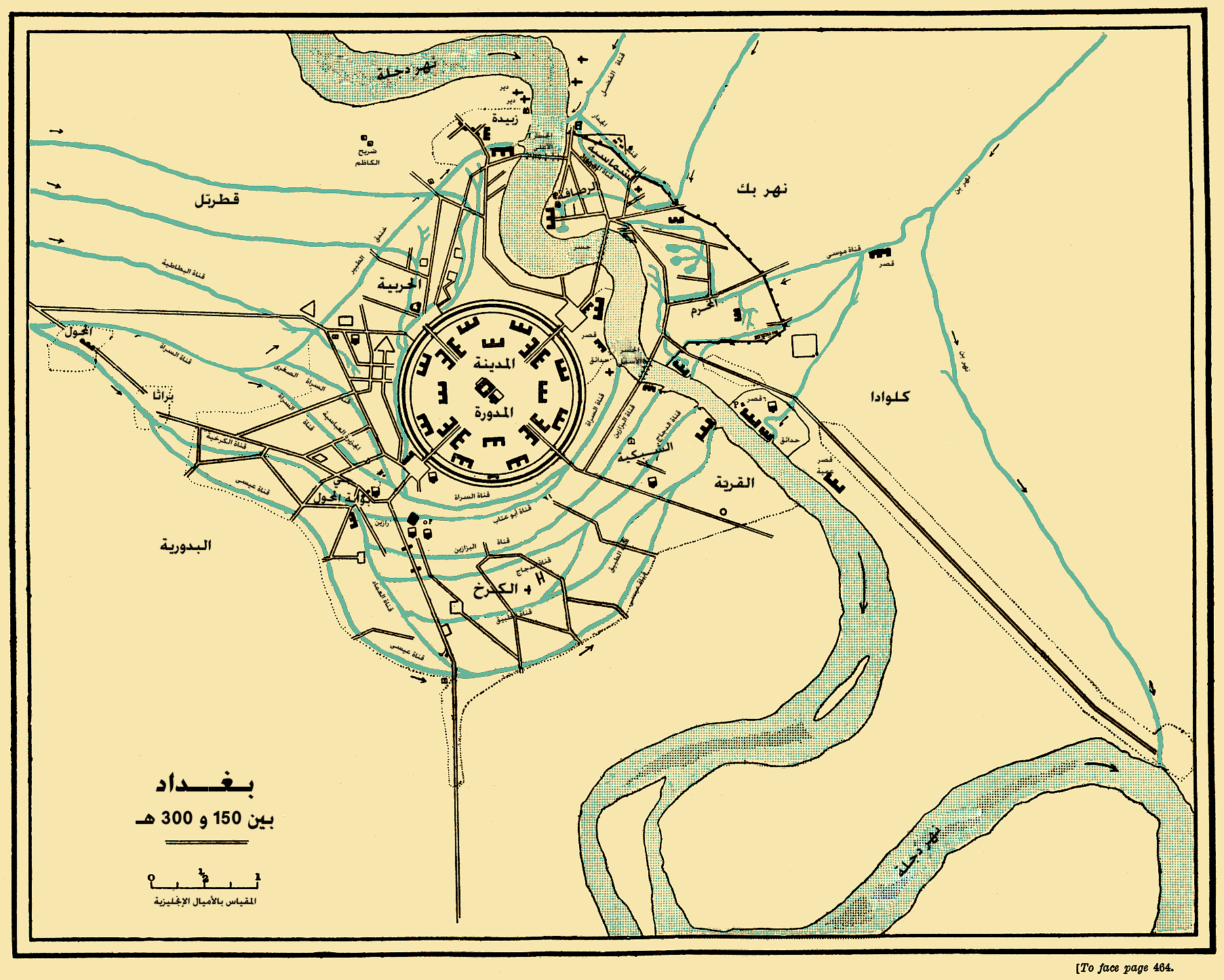
مدينة بغداد بين عام 767 و912م، انبثقت عن مدينة بغداد الدائرية والتي بناها الخليفة المنصور.

امتد تاريخ العمارة العباسية من عام 132هـ/750م حتى سقوط بغداد بيد المغول عام 656هـ/1258م، وقد تميزت هذه العمارة بما يأتي:
- الاهتمام بالعمران وتأسيس المدن الجديدة (الهاشمية، بغداد، سامراء، الرافقة…)
- الاهتمام بعمارة المساجد والقصور والمدارس وغيرها.مدرسة
- التأثر بالعمارة الساسانية.
- ظهور أهمية الإيوان.
- استخدام الطوب والآجر بأنواعه في المباني العباسية وزخرفتها.
- ظاهرة الامتداد الأفقي للمدن العباسية ومبانيها.
- تبني العقود المدببة والاهتمام بعمارة القباب الجميلة المختلفة.
- ظهور تصميم منارة المئذنة المنعزلة عن كتلة مبنى الجامع في سامراء والقطائع.
- غنى مباني العمارة العباسية بالزخارف الجصية والرسوم الجدارية.
- جمالية المباني العباسية من طابق واحد بوجه عام.
- وصول تأثير العمارة العباسية إلى أقطار شمالي أفريقيا بوساطة أحمد بن طولون والأغالبة.

## المدن العباسية

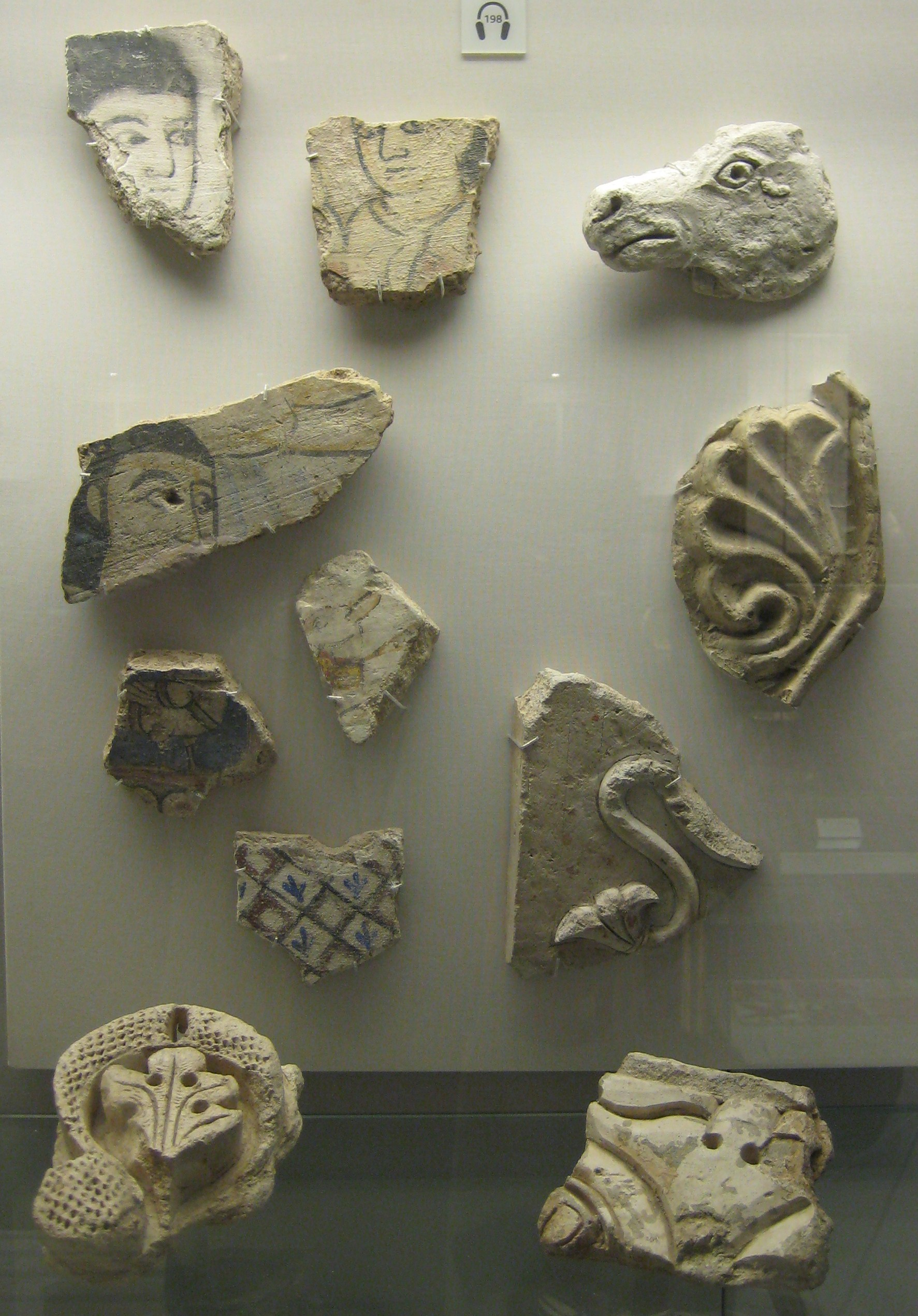
Fragments of stucco from Samarra, including paintings, carvings and abstract patterns

بعد انتقال الخلافة من الأمويين إلى العباسيين عام 750م، كان لا بد للنظام العباسي الجديد من تأسيس عاصمة جديدة للدولة. وبعد ما اتخذ العباسيون الكوفة أول عاصمة لهم، قرروا تأسيس عاصمة جديدة أسموها الهاشمية. ثم اختار الخليفة العباسي المنصور 754ـ775م الموقع المناسب لعاصمتهِ (بغداد) في مكان قريةٍ (أو ضيعة أو سوق بغداد) كانت تقوم على الضفة الغربية السفلى من نهر دجلة. ولقد بنيت هذه المدينة الجديدة ودعيت باسم: مدينة السلام أو دار السلام عام 762م، وأقيم حولها سور خارجي من الطوب وآخر داخلي وحولها خندق.
وفي العصر الحاضر لم يبق شيء من تلك العاصمة العباسية بغداد التي أسسها المنصور باستثناء مبنى المدرسة المستنصرية. ولكن النصوص تفيد أن سور هذه العاصمة دائري الشكل قطره/3/كم، ويشغل مركزها القصر المشهور باسم قصر الذهب وجامع الخليفة المنصور، وجعل لها أربعة مداخل طويلة وضيقة مرتبطة بشارع دائري، وقسمت العاصمة إلى أربعة أرباع دوائر، يشتمل كل منها على أزقة شعبية متشعبة.

### الرافقة

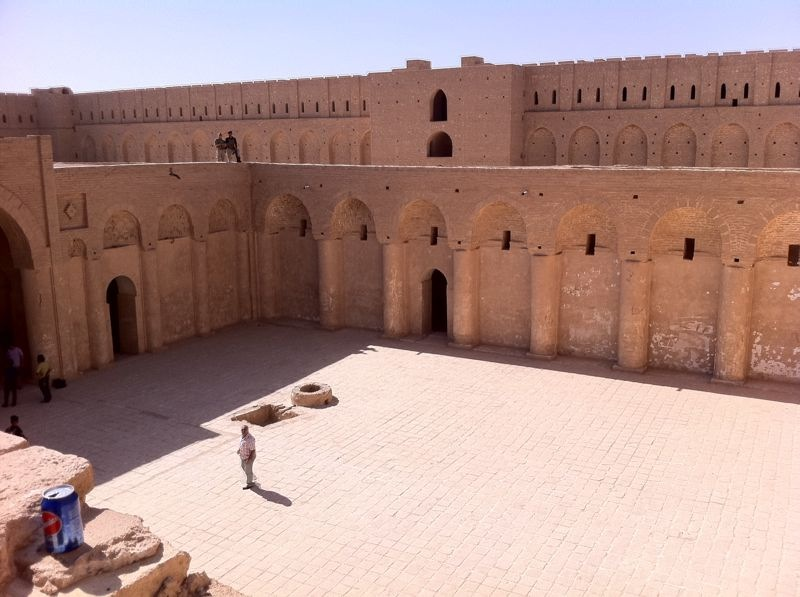
حصن الأخيضر، في العراق

كرر المنصور تبني شكل هذا التخطيط العمراني عندما قام بتأسيس مدينة الرافقة قرب مدينة الرقة القديمة في حوض نهر الفرات الأعلى عام 155هـ/771م، وأحاطها بسور مستدير كمثل سور مدينة بغداد، ولكن مرور نهر الفرات في الجهة الجنوبية جعل هذا السور على شكل حدوة (نعل) الفرس. وكان أطول قطر لهذه المدينة الجديدة 1500م، وأُقيم لها سوران: أحدهما داخلي سمكه 5.8م، وآخر خارجي سمكه 4.5م، بينهما فصيل عرضه 20.80م. وأحيط السور الخارجي بخندق عرضه 15.9م. بني أساس هذا السور من الحجر الكلسي، وأكمل بناؤه باللبن والطوب، وجُعل لهذا السور باب شرقي اشتهر باسم باب بغداد، وباب غربي اسمه باب الجنان. وشُيِّد ضمن السور جامع المنصور الذي مازالت بقاياه قائمة مع واجهة أبواب ذات عقود ومئذنة أسطوانية الشكل مبنية من الآجر، إضافة إلى الأحياء والقصور، وقد اتخذها الخليفة الرشيد (170ـ 193هـ/786ـ 808 م)، مقرّاً لـه بين عامي 796ـ 808م، فتوسعت الرافقة حتى إنها اتصلت بالرقة وضواحيها، وشكلت مدينة كبيرة بلغ قطرها نحو/10/كم. وعندما ازدهرت أصابها الخراب كالعاصمة بغداد بسبب الغزو المغولي، وما زال قائماً حتى اليوم سور الرقة وأبراجه وباب بغداد وجامع المنصور وقصر الرشيد وقصر البنات، وقد امتازت هذه المباني بزخارفها الآجرية البديعة.

### سامراء
أسس الخليفة المعتصم، 218 - 228هـ/833 - 842م، عاصمته الجديدة سامراء على ضفة نهر دجلة شمالي بغداد عام 224هـ/838 م، وتميزت بامتدادها العمراني على ضفة النهر مسافة/33/كم، وكانت مقر سبعة خلفاء عباسيين تعاقبوا على الحكم من عام 224هـ/838م حتى عام 276هـ/889م، وفضلوها على بغداد، ولكنهم هجروها بعد نحو نصف قرن. وتعد مبانيها المؤرخة بدقة وثيقة لا مثيل لها.
ومن مبانيها المشهورة جامع الملوية بمنارته الملوية وجامع أبو دلف.
وقد دلت آثار مدينة سامراء على فعالياتها الفنية ومدى الاهتمام ببناء الجوامع والقصور والدور وغيرها. وزينت المباني بالزخارف الجصية والرسوم الجدارية التي منها لوحة راقصتين كانت تزين جناح النساء في أول قصر بناه المعتصم عرف باسم: الجوسق الخاقاني (قصر البركة) تاريخه 221هـ/836م. والجدير بالذكر أن بعضهم وجد شبهاً بين هذه الرسوم الفنية وما يماثلها على أقمشة حريرية فاخرة.

### القطائع
عندما دخل العباسيون مصر عام 132هـ، أسسوا عاصمة جديدة لإقليم مصر في شمال شرقي الفسطاط عام 133هـ/750م وسموها العسكر، ثم أسس أحمد بن طولون عاصمته الجديدة القطائع في سفح جبل «يشكر» شرقي مدينة العسكر وشمال شرقي الفسطاط، حيث يوجد حاليّاً قره الميدان والمنشية وميدان صلاح الدين، وكان أحمد بن طولون حكيماً في إنشاء عاصمته القطائع لإبعاد جيشه عن الأحياء، فتجنب بذلك ما كان ممكناً حدوثه من الشغب والفتن، كما حدث لجند المعتصم في بغداد مما كان سبب تأسيس مدينة سامرا.
كان تخطيط القطائع يشبه تخطيط سامرا، وازدهرت القطائع وأنشئت فيها المساجد والجوامع والحمامات والأفران والطواحين والحوانيت والمنازل حتى اتصلت بمدينة الفسطاط، وكان سقوط الأسرة الطولونية ينبئ بسقوط هذه الحاضرة. ولكن ذكراها استمر بفضل جامع ابن طولون الذي بني فيها.

## المساجد العباسية

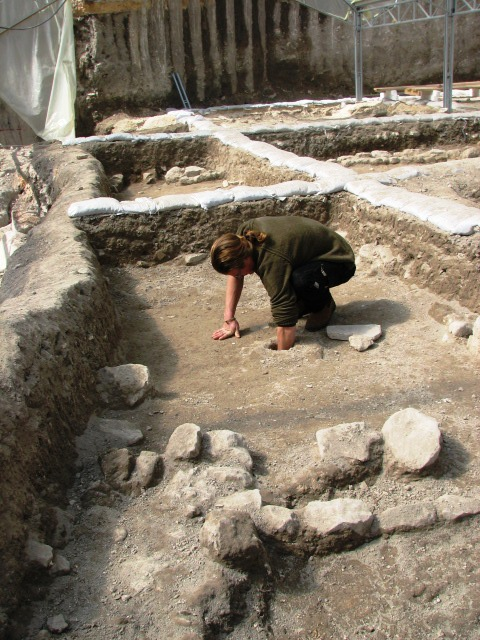
مباني في القدس من العصر العباسي. كانت فلسطين مهمة من العباسيين، وكانت في معظمها عبارة عن مجمتع من الفلاحين.

بنى الخليفة المنصور مسجد الجامع الكبير في وسط عاصمته بغداد ملاصقاً لقصره: «قصر الذهب»، وامتاز مبناه بجدرانه من اللبن وأعمدته من الخشب. له شكل مربع طول ضلعه 200 ذراع. وفي زمن المعتضد العباس أضاف الصحن الأول وهو قصر المنصور ووصلة بالجامع وجرت على الجامع إضافات وزيادات في أوقات مختلفة. وهو أول جامع شيد ببغداد ولم يزل الجامع إلى حاله إلى وقت هارون الرشيد الذي أمر بنقضه وإعادة بنائه بالجحر والجص عام 192هـ، 807م، وقد فرغ من تجديده سنة 193هـ/808م، وبقي مبنى هذا الجامع قائماً حتى القرن الثامن الهجري. لقد كان لهذا الجامع مركزاً للتدريس وتلقي العلوم وكان التدريس في جامع المنصور أمنية كثير من العلماء والفقهاء وبقي جامع المنصور إلى أيام الرحالة ابن بطوطة سنة ( 727هـ ـ 1327م )، وقال ان هذا المسجد لا يزال قائماً تُقام فيهِ صلاة الجمعة.

### مسجد الرصافة
وكان أول جامع شيدهُ المنصور في الجانب الشرقي من بغداد في محلة الرصافة وسمي بجامع الرصافة وشرع في تشييده عام 159هـ/775م، وكان أوسع من جامع المنصور وأقام المهدي قصره بجوار الجامع (قصر الرصافة)، ويُعد هذا الجامع من الجوامع الكبيرة وتُقام فيه صلاة الجمعة، وبالقرب من جامع الرصافة إلى الشمال بني مشهد أبي حنيفة النعمان عام 150هـ/767م، كما توجد مقابر الخيزران بالقرب من جامع الرصافة وهي مقابر الخلفاء العباسيين.
وهناك مسجد دار الخلافة الذي سمح الخليفة المعتضد بإقامة الجُمَع في داخل القصر الحسني (قصر الخلافة)، أما الجامع الثالث العباسي الكبير الذي بني في بغداد فهو جامع القصر، ويعرف بجامع الخلفاء الذي أسسه الخليفة العباسي المكتفي بالله 289 - 292هـ/901 – 907م، في شرقي دار الخلافة العباسي وكان باب الجامع مجاوراً لباب العامة أحد أبواب دار الخلافة وصار هذا الجامع هو المكان الرسمي الذي يؤدي فيه الخليفة العباسي صلاة الجمعة مع حاشية وأركان دولته وفيه تقرأ عهود القضاة ويلي على جنائز الأعيان والعلماء وتعقد فيهِ حلقات الفقهاء والمنظرين والمحدثين، وصارت صلاة الجمعة ببغداد في الجوامع الثلاثة (جامع المنصور، وجامعة الرصافة، وجامع الخلفاء) ولقد زاره الرحالة العربي ابن جبير وقال عنهُ: (انه متصل بدار الخليفة وهو جامع كبير وفيه سقايات عظيمة ومرافق كثيرة للضوء والطهور، وقد شيدت لهذا الجامع مئذنة 678هـ/ 1279م أيام هولاكو الذي تولى حكم العراق سنة 657 هـ/1259م). وهذه المئذنة ما زالت قائمة لحد الآن في وسط سوق الغزل في شارع الجمهورية ببغداد وتسمى مئذنة سوق الغزل وأعيد بنيانها وتعميرها عام 1960م وأنشيء قربها مسجد حديث سمي باسم جامع الخلفاء.

### جامع الشيخمعروف الكرخي
وهو من مساجد بغداد في جانب الكرخ من بغداد ودفن فيهِ الشيخ معروف الكرخي عام 200هـ/ 815م، ولقد بني المسجد في عهد الخليفة الناصر لدين الله العباسي، ولم يبقى من آثار الجامع شيء سوى المئذنة التي شيدها الخليفة الناصر لدين الله حيث كتب على حوضها أنها شيدت في عام 612هـ/ 1215م في عهد الخليفة العباسي الناصر لدين الله. ومنارتهُ تعتبر من أجمل المنائر البغدادية العباسية بكثرة المقرنصات الزخرفية في حوضها، وحصلت صيانة وتصليحات على عمارة المبنى ويعتبر في هندسة بنائه ونقوش جدرانه ومآذنه من أجمل مساجد بغداد وتحيط بالجامع مقبرة واسعة وبالقرب منه قبر زمرد خاتون أم الخليفة الناصر لدين الله ومرقد المتصوف البغدادي السري السقطي ومرقد الجنيد البغدادي.

### جامع قمرية
وهو من مساجد بغداد العباسية، وبني في عهد الخليفة العباسي المستنصر بالله وأسماه قمرية نسبة إلى (قمرية خاتون)، ويقع هذا المسجد الجامع في جانب الكرخ من مدينة بغداد، وعلى ضفاف نهر دجلة، وتبلغ مساحتهُ 2000 م2، ويحوي الحرم مصلى واسع يسع أكثر من 400 مصل، وبني فيه منارة مئذنة من الآجر والجص، ويعلو بنيانه ستة قباب، رفيعة السمك، وجدد بناء هذا الجامع أيام الدولة العثمانية، ولم يبقَ من بناء الجامع العتيق إلا منارة المئذنة القليلة الزخارف وفي حوضها آثار البناء القديم.
وتم تجديد بناؤه آخر مرة في عام 1400 هـ/1980م، من قبل وزارة الأوقاف والشؤون الدينية.

### جامع الشيخ عمر السهروردي

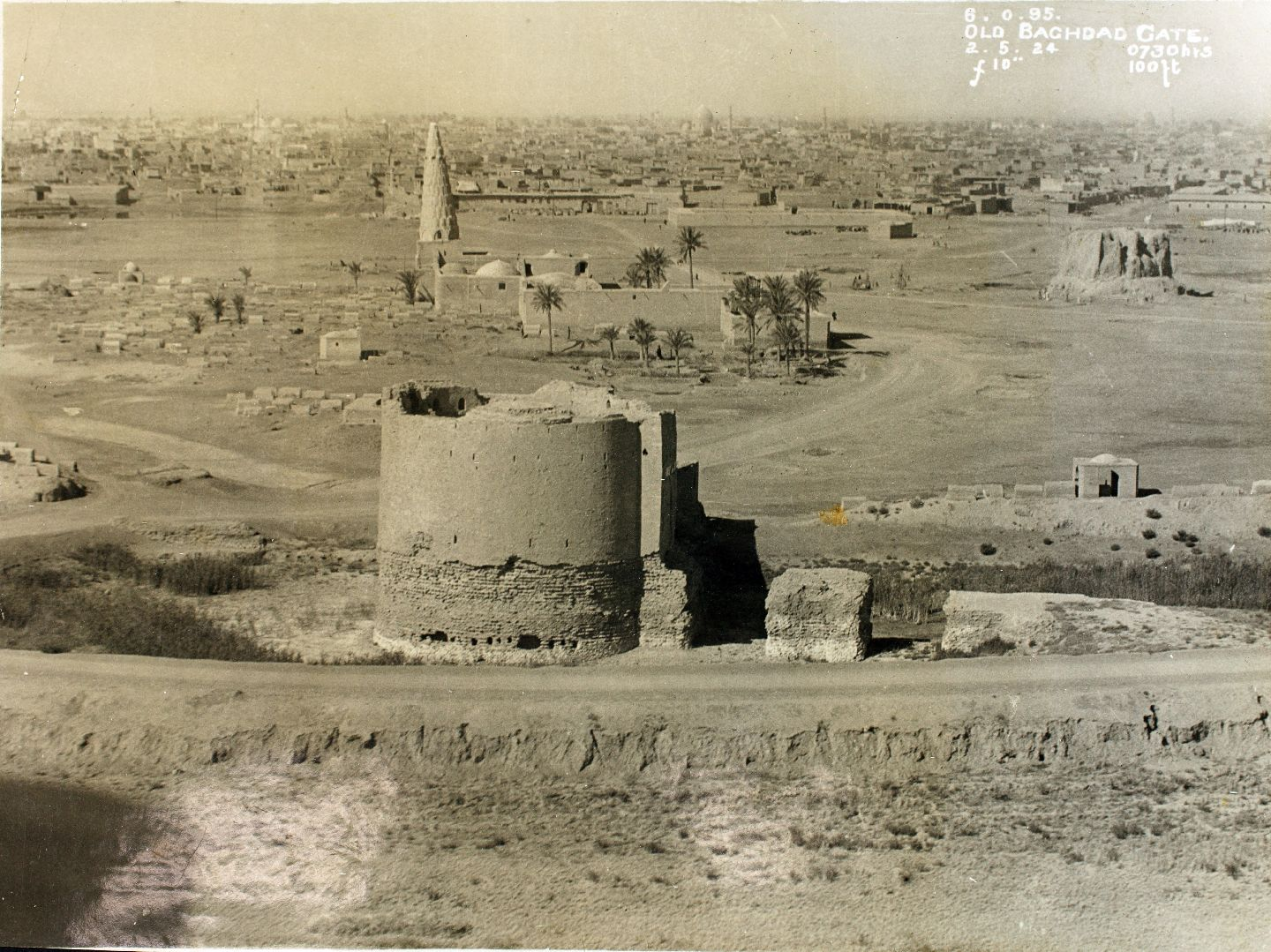
الباب الوسطاني القديم لمدينة بغداد قرب جامع الشيخ عمر السهروردي في المقبرة الوردية عام 1912

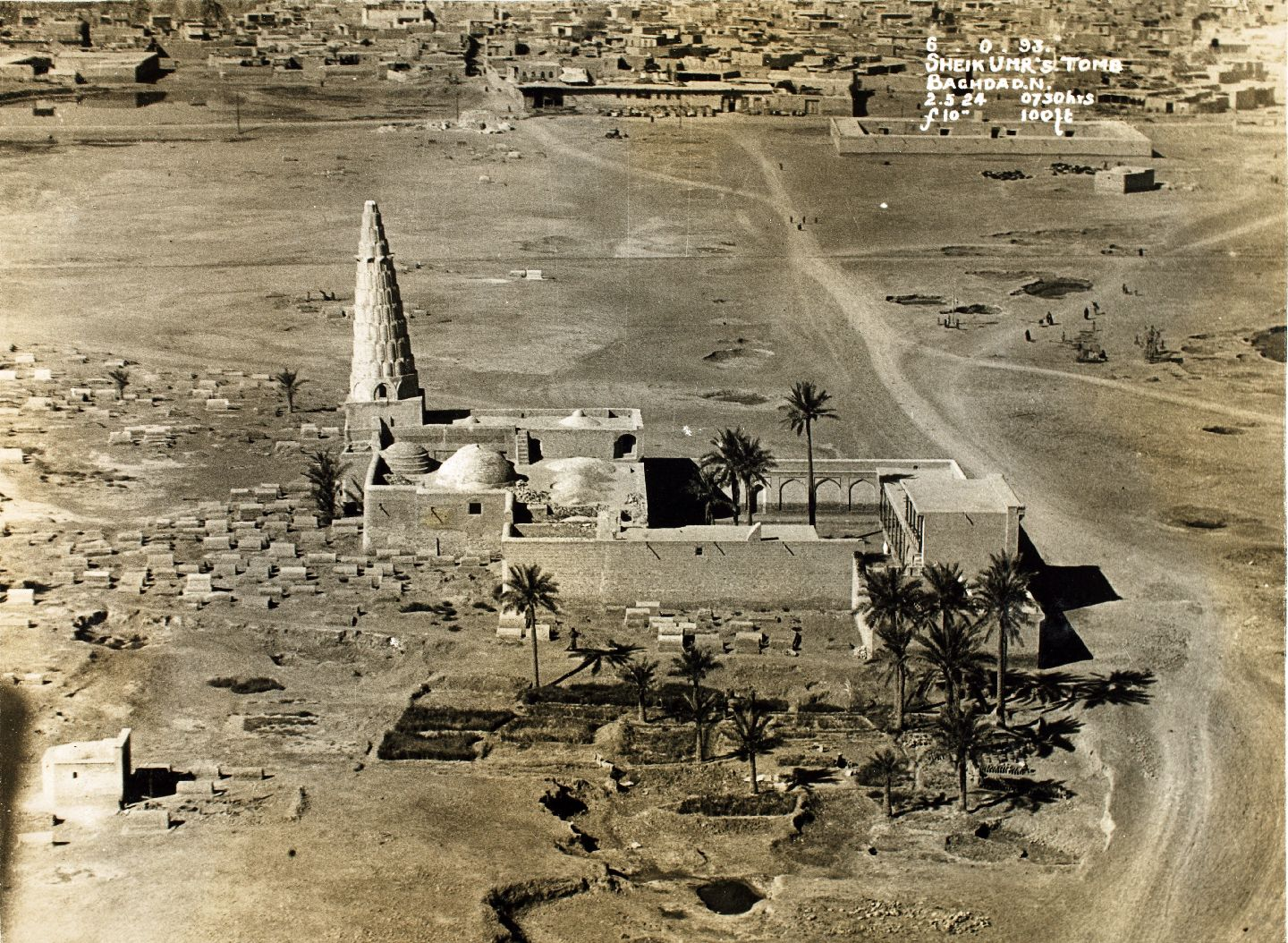
جامع السهروردي في المقبرة الوردية عام 1912

يعتبر جامع الشيخ عمر السهروردي من بقايا أبنية الدولة العباسية، وهو من مساجد بغداد الأثرية القديمة، ويقع الجامع بين شارع الشيخ عمر وسور بغداد القديم عند الباب الوسطاني، في جانب الرصافة من مدينة بغداد، ويحتوي على مصلى حرم واسع تبلغ مساحتهُ 600م2 وتتوسطهُ قبة مستندة على عشرة ركائز بالإضافة إلى جدران سميكة البناء تحيط بهِ وقبة محرابهِ مغلفة بالمرمر وفي داخل مصلى الحرم باب تطل على ضريح الشيخ عمر السهروردي، (وقيل إنه قبر خليفة آخر لأن المستعصم بالله وجد قبرهُ في مسجد رابعة المعروف في الأعظمية بأسم مسجد ومرقد المستعصم بالله) ويعلو الضريح قبة مخروطية على طراز القبب السلجوقية، ولقد أجريت عليها صيانة وتعمير لمرات عدة إلا إنها لم تراعي الجانب التراثي الأثري، وفي الجامع مصلى صيفي واسع ويحيط بالجامع مقبرة قديمة، وتقام في الجامع الصلوات الخمس، ويتسع الجامع لأكثر من 400 مصل. وقبة الجامع المخروطية هي من أبرز الآثار التأريخية الإسلامية وتعتبر من الفن المعماري للعصر العباسي في مقبرة كانت تسمى المقبرة الوردية في بغداد، ثم تغير أسمها إلى مقبرة الشيخ عمر بعد أن دفن فيها الشيخ عمر السهروردي، وهي تضم الآن منارة القبة المسماة باسمهِ.
ويعود بناء هذا الجامع إلى القرن السابع الهجري /القرن الثاني عشر الميلادي، وقيل ان الذي شيد جامع الشيخ عمر السهروردي الوزير المشهور «غياث الدين محمد ابن رشيد الدين» بحدود عام 735هـ/ 1234م، في منطقة تعرف بالظفرية شرقي مدينة بغداد وهو قريب من أحد أبواب بغداد العباسية والذي يعرف بباب الظفرية ويسمى حاليا بالباب الوسطاني، وقد نسب اسم الجامع إلى الشيخ عمر السهروردي الذي دفن في المقبرة الوردية، وقد جدد عمارته إسماعيل باشا ثم جدد في عام 1320هـ/1902م، وكذلك في عام 1345هـ/1926م، وأهم تعمير وتجديد كان عام 1384هـ/1964م، الذي قامت بهِ وزارة الأوقاف.

### جامع سامراء الكبير
يُعد جامع سامراء الكبير، الذي شيده الخليفة المتوكل، من أجمل المنشآت المعمارية في العصر العباسي، ولقد شيد فوق أرض مستطيلة الشكل تبلغ أبعادها 260م ×180م. ويرتكز بنيانهُ على دعائم مثمنة الأضلاع، ويحيط به من الخارج سور تدعمه أبراج مستديرة، وذلك كما في جوامع المعسكرات. وتقوم المئذنة الملوية خارج السور بشكل برج حلزوني يصعدون عليه من الخارج كبناء الأبراج البابلية المعروفة باسم الزقورة. وقيل عنه حسب قول أحد الباحثين في التراث العباسي: (يمثل العمارة الدينية في العصر العباسي مسجد سامراء الكبير ومسجد أبي دلف).

### جامع أبو دلف

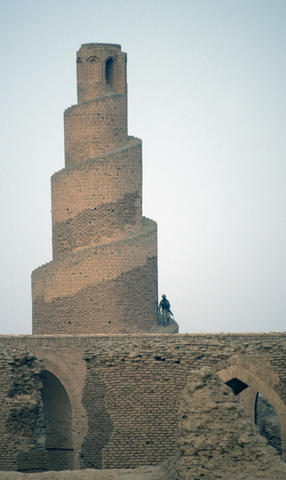
مسجد أبي دلف الأثري

بعد ما بنى الخليفة المتوكل مسجد سامراء الكبير قرر أن ينقل موقع عاصمته بضعة أميال إلى الشمال الشرقي، فبنى قصر الجعفرية ومسجد أبي دلف عام 860م، وكان مخطط هذا المسجد مماثلاً لمخطط مسجد سامراء الكبير، وله مئذنة مشابهة لها منحدر لولبي حلزوني ولكنها أصغر قليلاً، ويرتكز سقفه على عقود مدببة تمتد حتى جدار القبلة. وذكر المؤرخ البلاذري إن الخليفة العباسي المتوكل على الله بنى مدينة سماها المتوكلية، وبنى فيها مسجداً سمي فيما بعد بمسجد أبو دلف، في شرق مدينة سامرّاء، ولقد بني المسجد على مساحة مستطلية يتوسطها صحن مكشوف تحيط به أروقة أكبرها رواق القبلة، ويعتبر المسجد من أكبر المساجد الإسلامية إذ تبلغ مساحة المسجد 46800 متر مربع، حيث يبلغ طول أضلاعه 260م،180م، وتقع منارة مئذنته الحلزونية خارج السور من الناحية الشمالية في أولى الزيادات التي أضيفت للمسجد في العهود التالية، وتتميز منارة هذه المئذنة بتصميم فريد لم يظهر من قبل في عمارة المساجد الإسلامية حيث أقيمت على قاعدة مربعة ارتفاعها ثلاثة أمتار، ويرتفع فوق هذه القاعدة برج حلزونى درجاته من الخارج، وهي تشبه شكل الأبراج البابلية المدرجة كالزقورة التي وجدت في آثار العراق.

### جامع ابن طولون
جامع أحمد بن طولون في مدينة القطائع المصرية، شيد أحمد بن طولون جامعه في مدينة القطائع في مصر عام 264 ـ 266هـ/877 ـ 879م على طراز جامع سامرا الكبير، وحرص أن يكون مبناه مرآة لرخاء البلاد في عهده، فاختار موقعه على جبل يشكر وسط عاصمته القطائع، وعهد بمهمة عمارته إلى مهندس من العراق. يتألف هذا الجامع من صحن مربع مكشوف طول ضلعه 92م، وتبلغ مساحته 8487 م2، وتحيط به أروقة من جهاته الأربع، وتقع القبلة في أكبر هذه الأروقة. وقد شيد بالآجر الأحمر الداكن، وتقوم أقواس الأروقة فيه على دعائم ضخمة من الآجر المغطى بطبقة سميكة من الجص. ويتميز هذا الجامع بمئذنته في الرواق الخارجي الغربي المبنية من الحجر، وتتكون من قاعدة مربعة عليها طبقة إسطوانية فوقها طبقة مثمنة، ودرجها من الخارج على شكل مدرج حلزوني، كما في المسجد الكبير في سامراء ومسجد أبي دلف في سامراء، وفيه منبر خشبي جميل.

## العمارة المدنية العباسية
تأثر المعماريون العباسيون بجمالية عمارة القصر الساساني: «طاق كسرى» الباقية آثاره في موقع المدائن على نهر دجلة، فاقتبسوا منه الإيوان البهو الضخم المقبب، وظهر أثر تأثرهم بهذه الجمالية المعمارية في منشآت العباسيين المعمارية، ولاسيما في القصور، كما تأثروا بعمارة قصر العرب اللخميين في الحيرة.

### القصور
ومن أهم القصور العباسية:
- قصر الأخيضر:

قصر صيد قرب كر بلاء على مسافة 120ميلاً في الجنوب الشرقي من بغداد، يعود تاريخه 164هـ/780م، له شكل مستطيل، وسور خارجي مرتفع تدعمه أبراج بارزة نصف دائرية، وله مدخل في منتصف كل جانب من جوانبه. وتطورت العمارة الدفاعية، فهناك طريق دائرية في أعلى السور للتصدي للمهاجمين، وتتألف كل من البوابات الأربع من حجرة يحيط بها باب داخلي وحاجز خارجي يمكن إنزاله وحصار المهاجمين في الحجرة وإبادتهم. بني هذا المبنى من الحجر، واستخدم الآجر في منشآت القبوات التي لها عقود مزخرفة مستديرة ومدببة.
- قصر بلكوارا: بناه المتوكل لابنه المعتز قرب سامرا بطراز قصر الحيرة. فيه باحات وقاعات عدة ممتدة على طوله، لها واجهات مؤلفة من ثلاثة عقود، وعن يمين وسطه ويساره تمتد أروقة فيها عشرات المساكن لكل منها فناء خاص، وينتهي ذلك كله بحديقة متجهة نحو نهر دجلة.
- قصر العاشق: أقيم نحو عام 267هـ/880م على الضفة الغربية لنهر دجلة، في داخله قصر أصغر مماثل له في التخطيط المعماري.
- قصر الذهب: بناه المنصور وسط عاصمته بغداد، وأقام في صدره القبة الخضراء الشهيرة. وبنى بعض مواليه قصوراً خارج السور.
- قصر الخلد: وبنى المنصور قصر الخلد وراء باب خراسان، على ضفة نهر دجلة اليمنى عند النهاية الغربية للجسر الكبير.
- قصر الرصافة: أمر المأمون ببنائه في شرقي نهر دجلة عام 151هـ، وهو أول مبنى أنشئ في هذا الجانب، وبنى له المنصور سوراً وخندقاً، فاتخذه الخليفة المهدي مقاماً له عام 151هـ وجعل ما حوله معسكراً لجنده، وبنى كبار القواد منازل لهم حول القصر. ثم تكاثرت المباني وتألفت من مجموعها محلة الرصافة جوار مشهد الإمام أبي حنيفة.
- وهناك قصر عيسى بن علي عم الخليفة المنصور، وقصر الوضاح، وقصر السلام الذي بناه محمد المهدي عام 164هـ، والقصر الحسني الذي بناه جعفر بن يحيى البرمكي، وكان يعرف باسم القصر الجعفري، وقصر الفردوس الذي شيده المعتضد في جوار القصر الحسني.
- قصر الميدان الطولوني: شيد أحمد ابن طولون قصر الميدان متأثراً بجمالية المنشآت المعمارية العباسية، مما يؤكد وصول تأثير العمارة العباسية إلى أقطار إفريقيا الشمالية وذلك بوساطة ابن طولون والأغالبة. ويدل قصر العباسية الذي شيد عام 806هـ قرب القيروان على موالاة الأغالبة للعباسيين.

### المدارس
بعد ما كان التدريس يتم في مباني المساجد والجوامع، بنى الخليفة المعتضد المتوفى عام 289هـ، في قصره في الشماسية مدرسة.
ثم بنى نظام الملك، ملكشاه، المدرسة النظامية عام 459هـ، وكان من أساتذتها أبو إسحاق الشيرازي (ت:476هـ)، والإمام الغزالي (ت:505هـ)، وأبو بكر الشاشي (ت:507هـ).
- المدرسة المستنصرية: هذه هي المدرسة العباسية الوحيدة الباقية، وفتحت للتدريس عام 631هـ وعندما استولى المغول على بغداد لم تسلم هذه المدرسة من العدوان. وقد أنشد فيها الشاعر جميل صدقي الزهاوي قائلاً:

### أخرى
- قناطر أحمد بن طولون: بنى أحمد ابن طولون في الجهة الجنوبية الشرقية من عاصمته القطائع قناطرَ للمياه لاتزال بعض عقودها قائمة. وهي تشبه القناطر الرومانية.
- بيمارستان أحمد بن طولون: في عام 259هـ، بنى أحمد بن طولون البيمارستان للمرضى وجعل له نظاماً مفيداً.
- الحمامات: تدل مباني الحمامات العديدة على الاهتمام بالنظافة كأحد شروط الصحة.

## معرض الصور

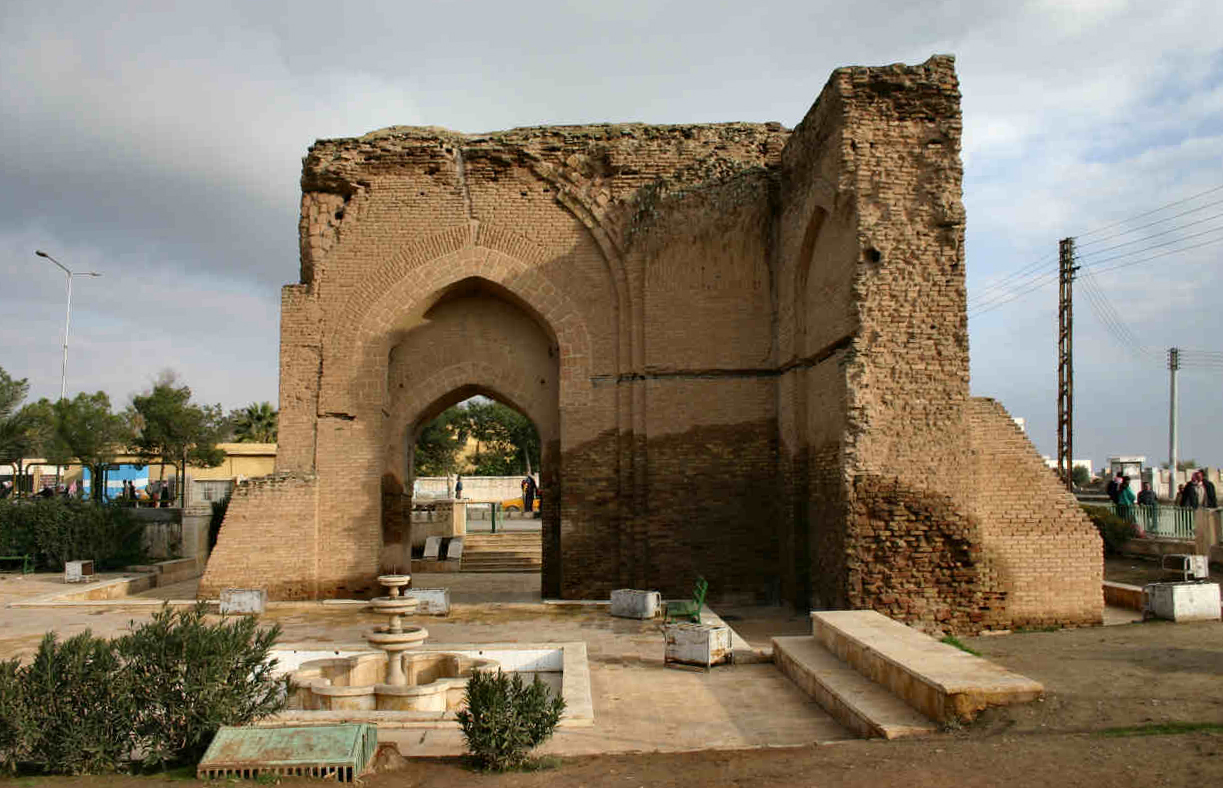
بوابة بغداد (القرن الثامن) في الرقة، سوريا.
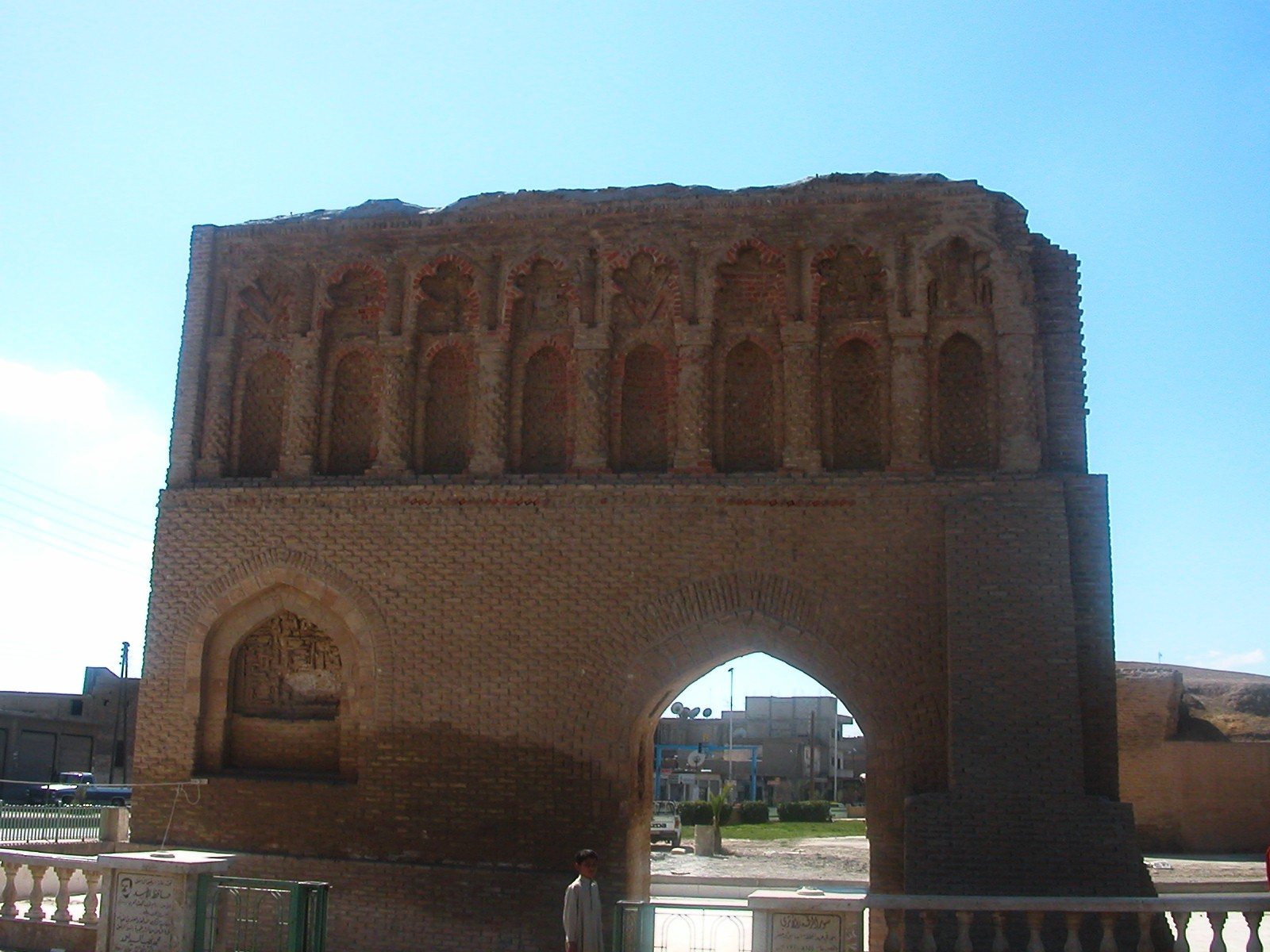
منظر آخر لبوابة بغداد.
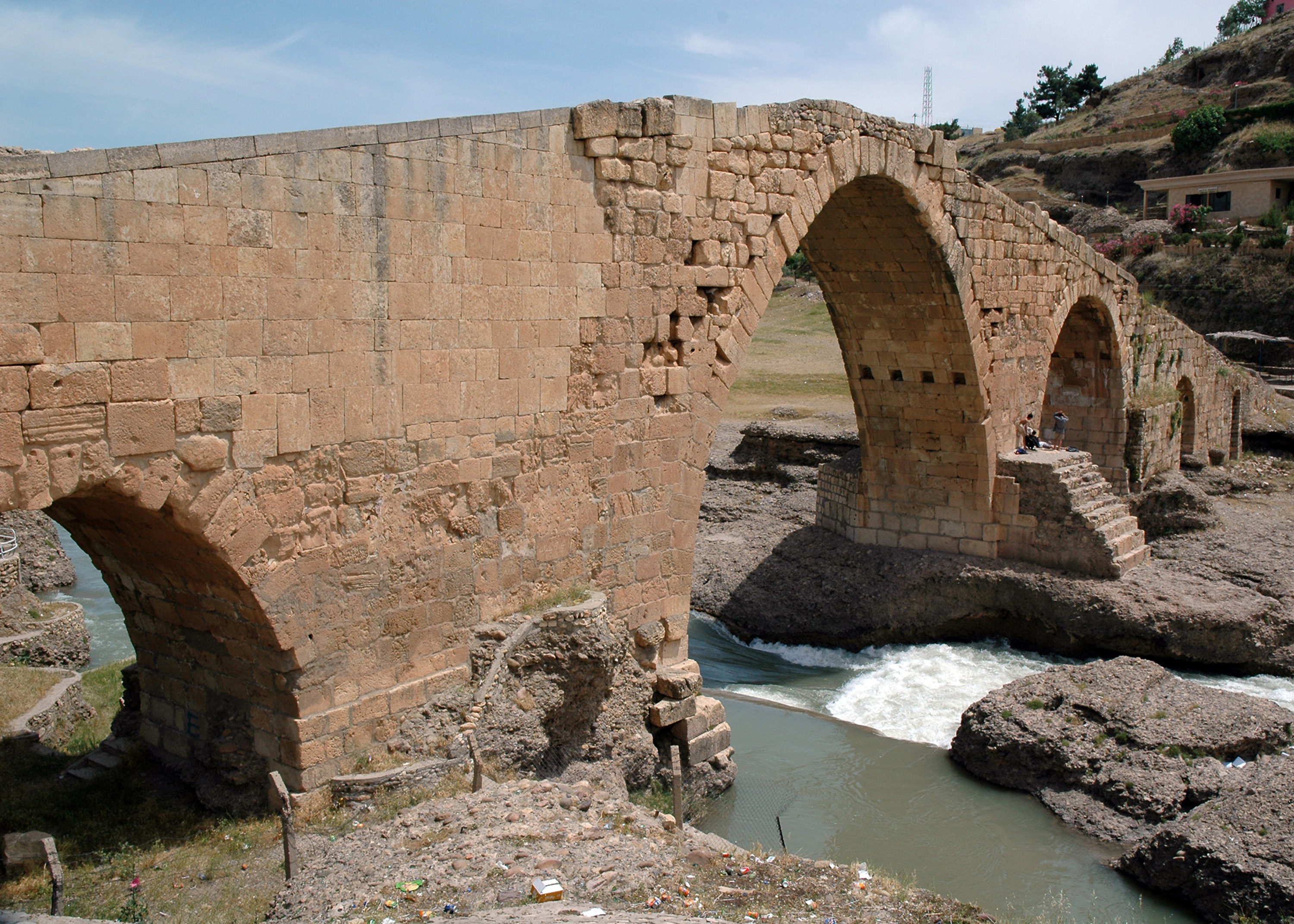
جسر الدلال في زاخۆ، العراق.
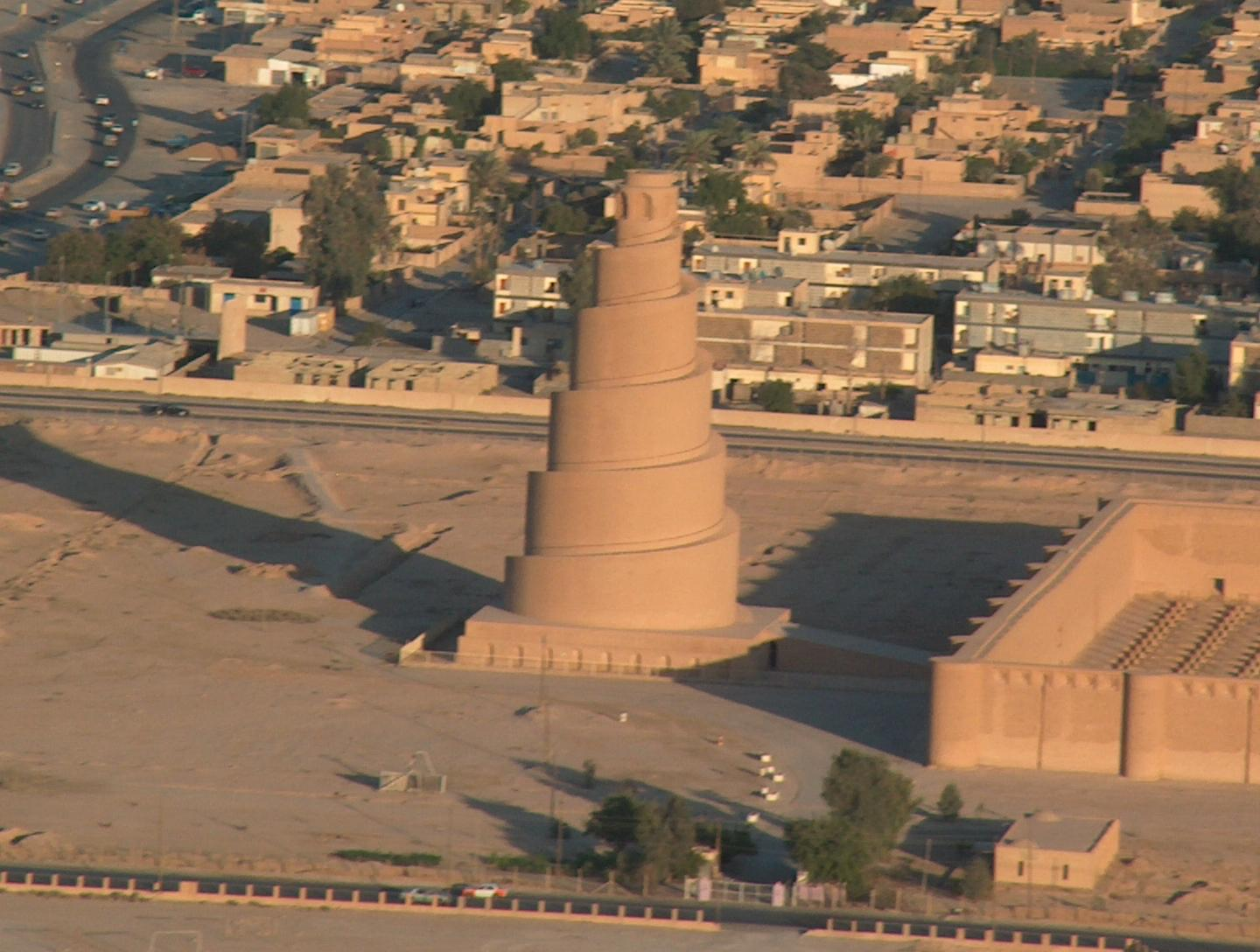
منارة لولبية في سامراء.
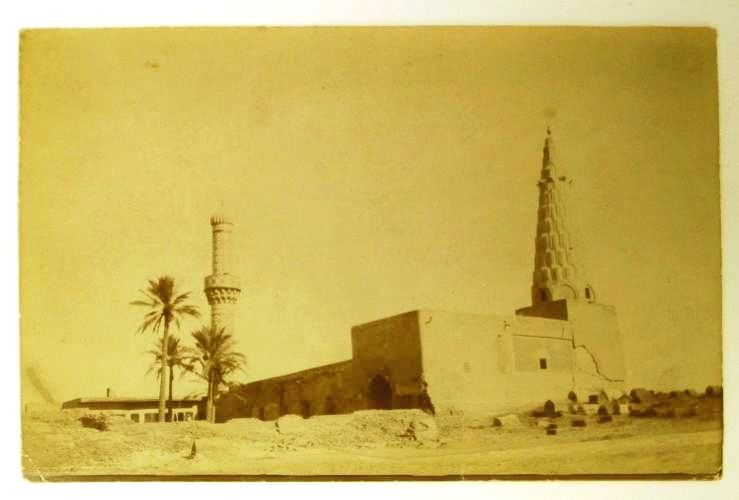
جامع الشيخ عمر السهروردي عام 1917-1919

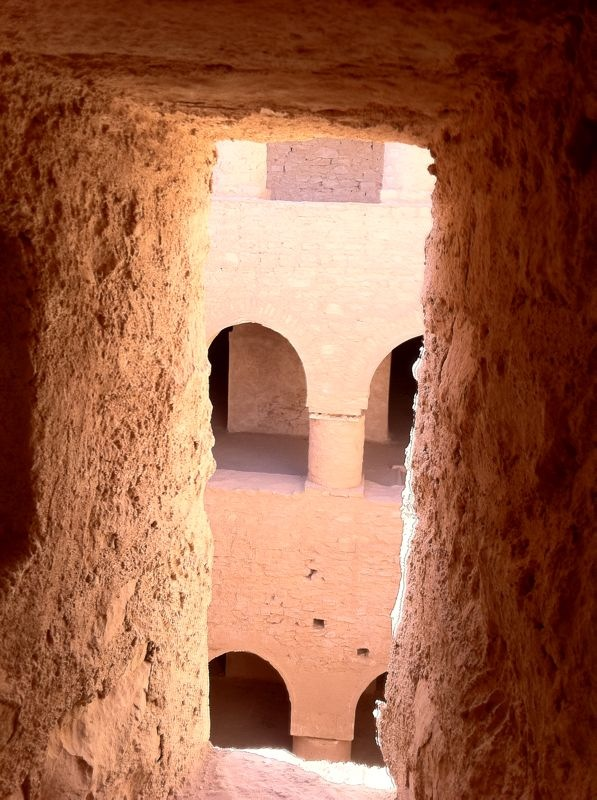
حصن الأخيضر،  بُني في سنة 775م.
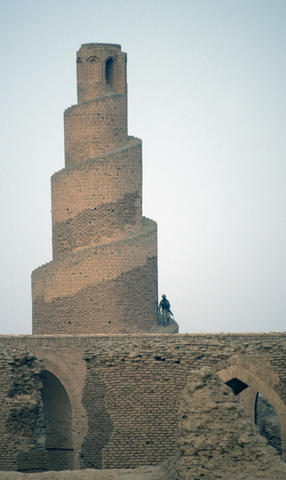
منارة مسجد أبي دلف اللولبية في سامراء.
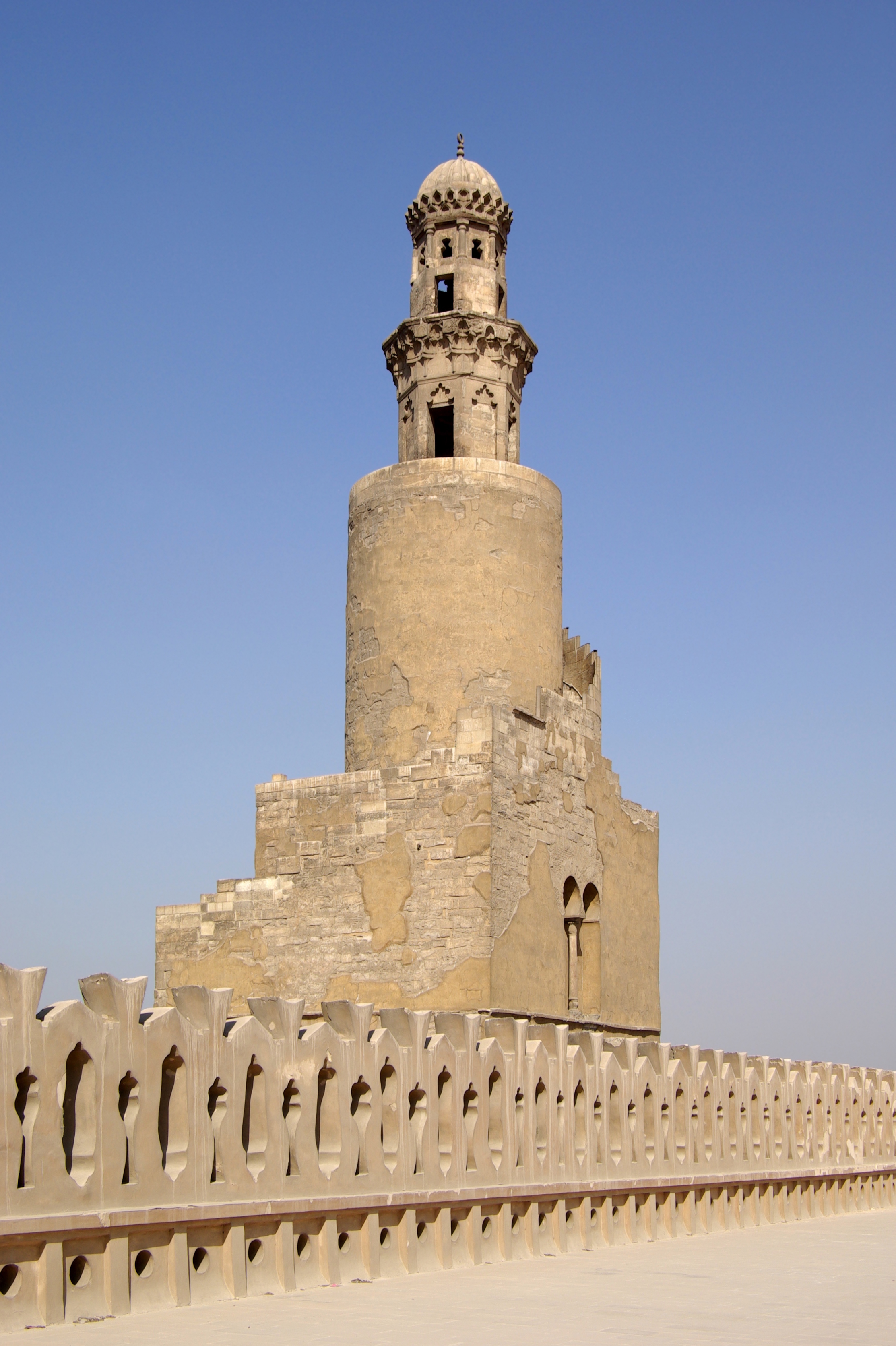
منارة لولبية في مسجد ابن طولون، القاهرة، (بُني 876-879)
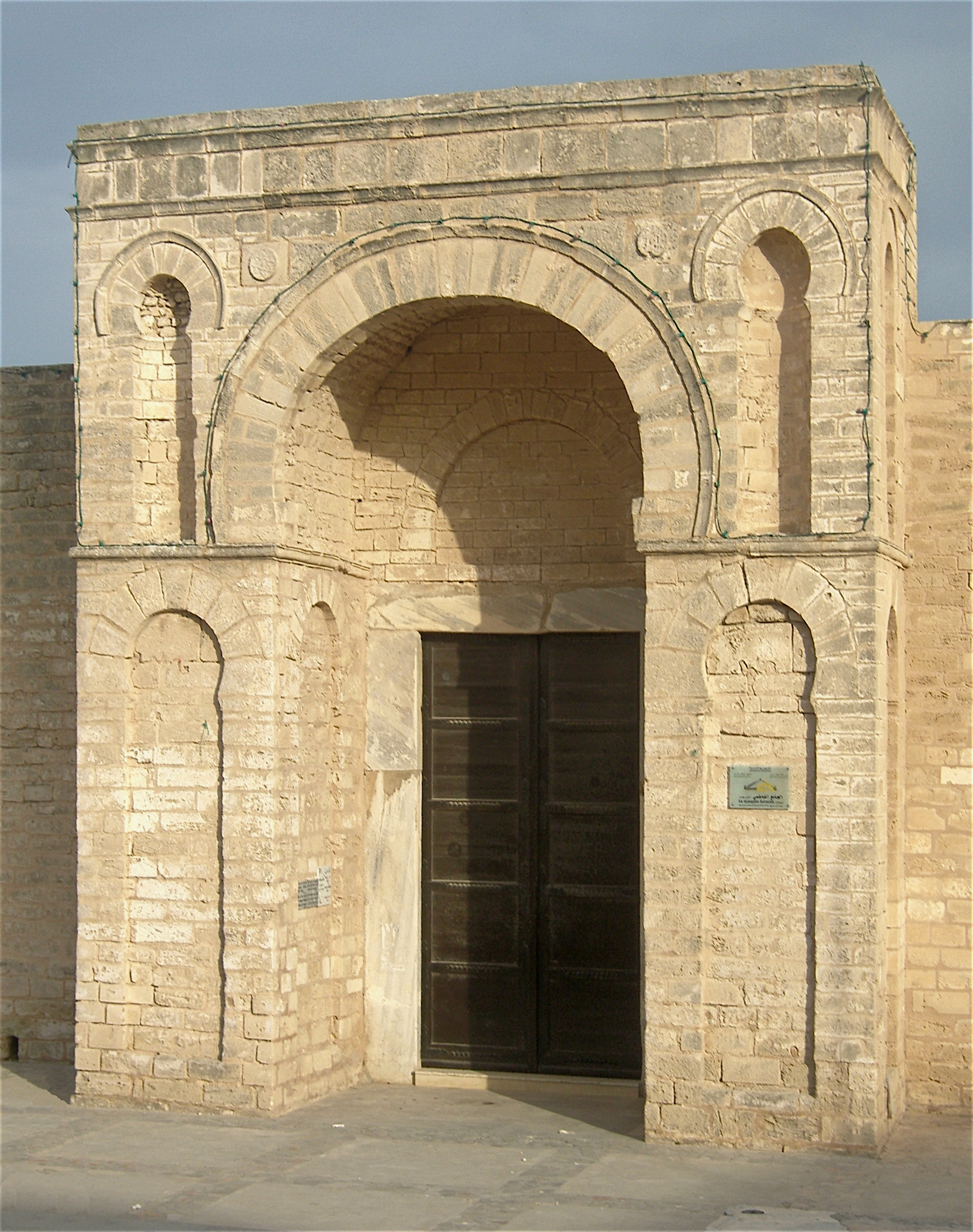
مدخل المسجد الكبير في المهدية، تونس.